# Единение (Забайкальский край)
Единение — село в Оловяннинском районе Забайкальского края России. Административный центр сельского поселения «Единенское».

## География
Село находится в северо-западной части района, на правом берегу реки Онон, на расстоянии примерно 32 километров (по прямой) к северо-востоку от посёлка городского типа Оловянная. Абсолютная высота — 555 метров над уровнем моря.
Климат
Климат характеризуется как резко континентальный, с большими колебаниями средних температур зимних и летних месяцев, а также резкими колебаниями температур в течение одних суток. Среднегодовая температура воздуха составляет −1,4 °С. Абсолютный максимум температуры воздуха — 39,2 °С; абсолютный минимум — −45,5 °С. Среднегодовое количество осадков — 342 мм.
Часовой пояс
Село Единение находится в часовой зоне МСК+6. Смещение применяемого времени относительно UTC составляет +9:00.

## История
Основано в 1927 году в процессе создания колхоза «Единение».

## Население
| 2002 | 2010 | 2021 |
| ---- | ---- | ---- |
| 621  | ↘480 | ↘359 |

Половой состав
По данным Всероссийской переписи населения 2010 года в гендерной структуре населения мужчины составляли 48,5 %, женщины — соответственно 51,5 %.
Национальный состав
Согласно результатам переписи 2002 года, в национальной структуре населения русские составляли 91 % из 621 чел.

## Инфраструктура
В селе функционируют средняя общеобразовательная школа, детский сад, загородный оздоровительный агроэкологический лагерь «Аэрокос», дом культуры и медицинский пункт.

## Улицы
Уличная сеть села состоит из одиннадцати улиц.